# Ceuthomantis
Ceuthomantis es un género de anfibios anuros. Se encuentran en el escudo Guayanés (Guyana, Surinam, Guayana francesa) y en zonas adyacentes de Venezuela y Brasil.

## Especies
Se reconocen las siguientes según ASW:
- Ceuthomantis aracamuni (Barrio-Amorós & Molina, 2006)
- Ceuthomantis cavernibardus (Myers & Donnelly, 1997)
- Ceuthomantis duellmani Barrio-Amorós, 2010
- Ceuthomantis smaragdinus Heinicke, Duellman, Trueb, Means, MacCulloch & Hedges, 2009